# Henry Ausloos
Pour les articles homonymes, voir Ausloos.
Henry Ausloos est un photographe animalier et de paysage, né à Bruxelles en 1953. Ayant pratiqué la plongée sous-marine, l'aviation, la voile, la moto neige, ses activités lui permettent de prendre des photos d'animaux dans des situations parfois difficiles. Il possède, cependant, une nette préférence pour la faune de l'hémisphère nord et surtout les mammifères.

## Biographie
Henry Ausloos a découvert la photographie animalière à la suite de la lecture d'un livre sur la chasse photographique,. Il a commencé, à 22 ans, avec du matériel 6×6 bi-objectif, puis est passé au 6×7 Pentax (même en plongée, réalisant l'agenda de Pentax Europe en photos sous-marines). C'est le poids du matériel et les progrès de l'autofocus qui l'on amené vers le 24×36 puis, évolution oblige, vers le numérique.
Près de 40 livres jalonnent son parcours depuis Le Guide de la chasse photographique chez Marabout en 1979 jusqu'à Déclarez votre flamme aux Éditions Équinoxe  en 2012 en passant par Camargue des Chevaux chez Equinoxe en 2003 (Prix Centauriades, Prix du Public). 6 livres pour enfants et un sur le Mont Blanc devraient paraitre prochainement. Polyvalent, il a travaillé aussi bien pour des guides touristiques aux éditions le Petit Futé ou de contes pour enfants sur les animaux sauvages. Il est aussi un conférencier très apprecié.
Il collabore avec de grandes agences photographiques : Hemis et Sipa en France, Animals Animals aux États-Unis, AGE en Espagne, Mauritius-Images en Allemagne, NHPA en Angleterre, etc.

## Distinctions
- Chevalier de l'ordre de Léopold
- Officier de l'ordre de la Couronne
- Prix littéraire: Prix Centauriades, Prix du Public en 2003 pour son livre "Camargue des chevaux" aux Éditions Equinoxe.
- Lauréat du Festival de l'oiseau et de la nature en baie de Somme en 2007.
- Président ou membre  de jury lors de festivals internationaux tels que le Festival du Film Documentaire et d'Aventure Jules Verne à Paris, le  Festival international de la photo animalière et de nature à Montier-en-Der, le Festival de l'Oiseau et de la Nature en Baie de Somme, le Festival international du film animalier à Albert.

## Collections et expositions
- Novembre 2006 : Auberge du Vieux Moulin - Duppigheim (Alsace)
- Mars 2007 : Biennale Naturama – Blainville-sur-l'Eau (Lorraine)
- Juin à août 2007 : Jurapark – Vallorbe – (Suisse)
- Novembre 2007 : quelques photos au Festival international de la photo animalière et de nature à Montier-en-Der
- Octobre 2008 : Muséum d'histoire naturelle de Rouen
- Mai-septembre 2008: La Géode - Parisé
- Janvier à mars 2009 : Saint-Martin-de-Crau
- Avril 2009 : Festival de la Camargue et du delta du Rhône à Port Saint Louis
- Novembre 2009 : Festival international de la photo animalière et de nature à Montier-en-Der
- Janvier à mars 2010 : Saint-Martin-de-Crau
- Avril 2010 : FIFA, Festival international du film animalier à Albert
- Avril 2010 : Festival de l'Oiseau et de la Nature en baie de Somme
- Mai-Juin 2010 : Mois de la Photo Éclectique à Dol de Bretagne
- Juin 2010 : 24H de la Biodiversité à Alençon
- Juin-Juillet 2010 : Chapelle des Capucins à Aigues-Mortes
- Octobre 2010 : Festival Salamandre Morges en (Suisse)
- Novembre 2010 : Mérindol
- Mars 2011 : Cavaillon
- Avril 2011: Festival de l'Oiseau et de la Nature en baie de Somme
- Avril à juillet 2011: Bellegarde, Jonquières Saint Vincent
- Novembre 2011: Festival international de la photo animalière et de nature à Montier-en-Der
- Juillet-Aout 2014: Koh Samui en Thailande
- Mai 2015: Hopital pour enfants à Braine-L´Alleud (Belgique)
- Avril 2016: Bangkok en Thailande
- Juillet 2021: La Baule
- Octobre-novembre 2021: La Baule
- Janvier 2022: La Baule

## Publications
- La Chasse photographique, Édition Collection Marabout service, 1979, (ASIN B0014LXBLY), (LCCN 80513017)
- Sur les chemins du Paradis, auto édition sous Press and Pictures (1979), (D/1979/2965/01)
- Le Livre vert des promenades à pied et à vélo en Belgique, VDM (1981)
- Le Printemps , coauteur et co-photographe, Artis-Historia (1983) (D/1983/0832/4)
- Les Animaux du monde, auto édition sous Éditions écologiques, (1984)
- Les Pompiers, Artiscope (1984)
- Le Cerf, La Cigogne, La Loutre, Le Loup, Le Macareux moine, L’Ours brun, VDM (1985-1986)
- Camargue des chevaux chez Équinoxe. 2003  (ISBN 2-84135-386-9). Prix Centauriades 2003 - Prix du Public
- Chevaux en liberté co-photographe chez Hachette, 2003
- Un autre regard sur la Nature au Parc Animalier des Pyrénées, 2005
- Guide de l’Alsace 2006-2007  2006 coauteur au Petit Futé
- Surcouf, grand voyageur auto édition sous Nanouk Productions (2006)  (ISBN 2-9526970-1-9)
- Kramik, roi des montagnes auto édition sous Nanouk Productions (2006)  (ISBN 2-9526970-0-0)
- Guide de Strasbourg 2007 coauteur au Petit Futé, 2007
- Guide de l’Alsace 2007-2008 coauteur au Petit Futé
- Guide de Nîmes – Escapades dans le Gard 2008 au Petit Futé, 2008
- Guide du Languedoc-Roussillon 2008-2009 coauteur au Petit Futé  (ISBN 2746921138)
- + de nombreux reportages dans Terre sauvage, Wapiti, Images Doc, Nat´Images, et calendriers.
- Camargue des chevaux, réédition du livre de 2003 sous un autre format, Equinoxe (2009)  (ISBN 2841356418)
- Camargue chez Alcide, (2009)  (ISBN 2917743093)
- Camargue des taureaux chez Equinoxe (2010)  (ISBN 9782841357086)
- Camargue des oiseaux chez Equinoxe (2011)  (ISBN 9782841357369)
- L'amour vaches chez Equinoxe (2011)  (ISBN 9782841357444)
- Déclarez votre flamme - Petite histoire de l'allumette chez Equinoxe (2012)  (ISBN 9782841357123)